# E poi.../Non tornare più
E poi.../Non tornare più è il 113° singolo di Mina che anticipa di poco l'album Frutta e verdura, anch'esso pubblicato a ottobre del 1973 dalla PDU e distribuito dalla EMI Italiana.

## Il disco

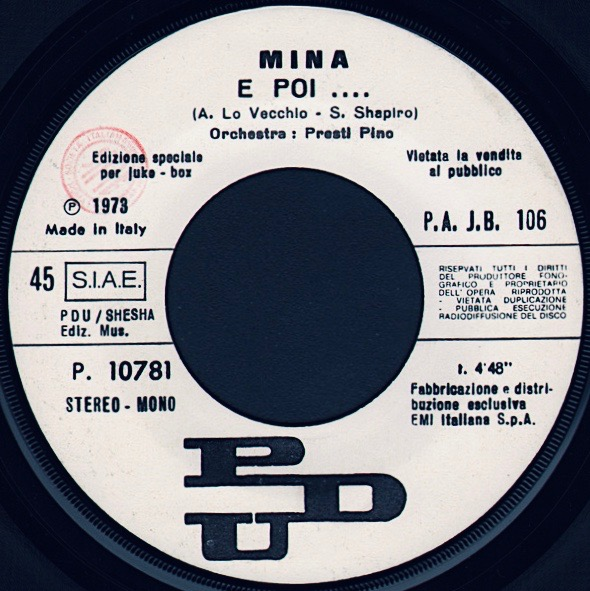
E poi... (white label)

Completamente incentrato sul famosissimo lato A che fa letteralmente scomparire la canzone Non tornare più sulla seconda facciata. Entrambi i pezzi avranno comunque posto fra le tracce del nuovo album Frutta e verdura, pubblicato alcuni giorni dopo.
Nel 1974 le due canzoni compariranno in lingua francese, con i testi di Pierre Delanoë, sul singolo Et puis ça cert à quoi/Les oiseaux reviennent, pubblicato contemporaneamente in Italia (PDU PA 1096) e in Francia (Pathé Marconi/PDU 2C008 95104) con copertine diverse.
Anche questo singolo, con le canzoni in italiano, stampato in Francia sempre nel 1974 (Pathé Marconi/EMI 2C008 95029), ha la copertina differente.

## Successo e classifiche
E poi... fa parte del gruppo delle golden songs (canzoni d'oro), portate al successo dalla cantante negli anni '70, che hanno ottenuto i migliori riscontri commerciali.
Entra ad autunno inoltrato nelle zone alte della classifica per rimanervi quasi 6 mesi, certificando un primato assoluto di vendite tra il 1973 e il 1974 (con una permanenza complessiva in classifica di oltre 36 settimane), superato, nel 1974, soltanto da E tu.../Chissà se mi pensi di Claudio Baglioni.
| Classifica 1973 | Posizione | Settimane |
| --------------- | --------- | --------- |
| 24 novembre     | 7         | 1         |
| 1 dicembre      | 4         | 1         |
| 8-29 dicembre   | 1         | 4         |

| Classifica 1974      | Posizione | Settimane |
| -------------------- | --------- | --------- |
| 5 gennaio - 23 marzo | 2         | 12        |
| 30 marzo - 13 aprile | 4         | 3         |
| 20 aprile            | 6         | 1         |
| 27 aprile - 4 maggio | 9         | 2         |

## E poi...

### Storia
Brano di struttura complessa e inusuale per una classica canzone pop, fu definito subito "improponibile" dai discografici. Mina decise di inciderlo ugualmente, affidando l'arrangiamento a Pino Presti: ne scaturirà uno dei più grandi successi della cantante.
Nonostante la pubblicazione sia dell'anno precedente, quando Mina la esegue dal vivo nella serata inaugurale di Milleluci (16 marzo 1974), la canzone è ancora nelle prime posizioni di classifica. Curiosamente poco dopo, la sigla finale della trasmissione, Non gioco più, anch'essa interpretata da Mina, ne prenderà la posizione in classifica.
I video di entrambe sono presenti nel DVD Gli anni Rai 1972-1978 Vol. 1, inserito in un cofanetto monografico pubblicato da Rai Trade e GSU nel 2008, in primo soltanto è reperibile anche nella confezione CD+DVD I miei preferiti (Gli anni Rai) del 2014.

### Musica e testo
Ancora una volta Mina sceglie una canzone la cui costruzione mette in discussione la centralità del ritornello. Le due lunghe strofe principali, di ispirazione blues (con tanto di armonica nella ripresa), terminano con i versi del titolo "...tornare insieme e poi/che senso ha...", ripetuti più volte in crescendo, con varianti di testo e tonalità. Il vero ritornello, "...no/le tue promesse/no/sempre le stesse...".
La protagonista del testo è una donna che si rifiuta di ricominciare una storia d'amore (e di sesso) con un uomo da lei tradito, nonostante lui le prometta di cambiare.

### Altre versioni di Mina
In lingua straniera:
- 1974 - in inglese Runaway (testo di Shel Shapiro); anche nella raccolta I Am Mina (2011)

Per questa versione (e per quella in francese e in spagnolo) Mina gira un video a colori in cui canta in smoking sul set della trasmissione televisiva Milleluci. Una rarità presentata al pubblico italiano solo molti anni dopo da Paolo Limiti.
 Runaway, su YouTube. URL consultato il 26 gennaio 2018.
- 1974 - in francese Et puis ça sert à quoi (testo di Pierre Delanoë); nell'antologia Mina (Pathé Marconi/PDU 2C066 14214) pubblicata solo in Francia (1976), nel CD internazionale Je suis Mina (2011)

 Et puis ça cert à quoi, su YouTube. URL consultato il 13 febbraio 2018.
- 1974 - in spagnolo ¿Y qué? (testo di Caruso Genfingal); nelle raccolte Colección latina (2001) e Yo soy Mina (2011)

 ¿Y qué?, su YouTube. URL consultato il 26 gennaio 2018.
- 1974 - in tedesco Und dann... (testo di Bert Olden); nella compilation dedicata al mercato tedesco Heisser Sand (1996).

In italiano:
- 1978 - dal vivo nell'album Mina Live '78

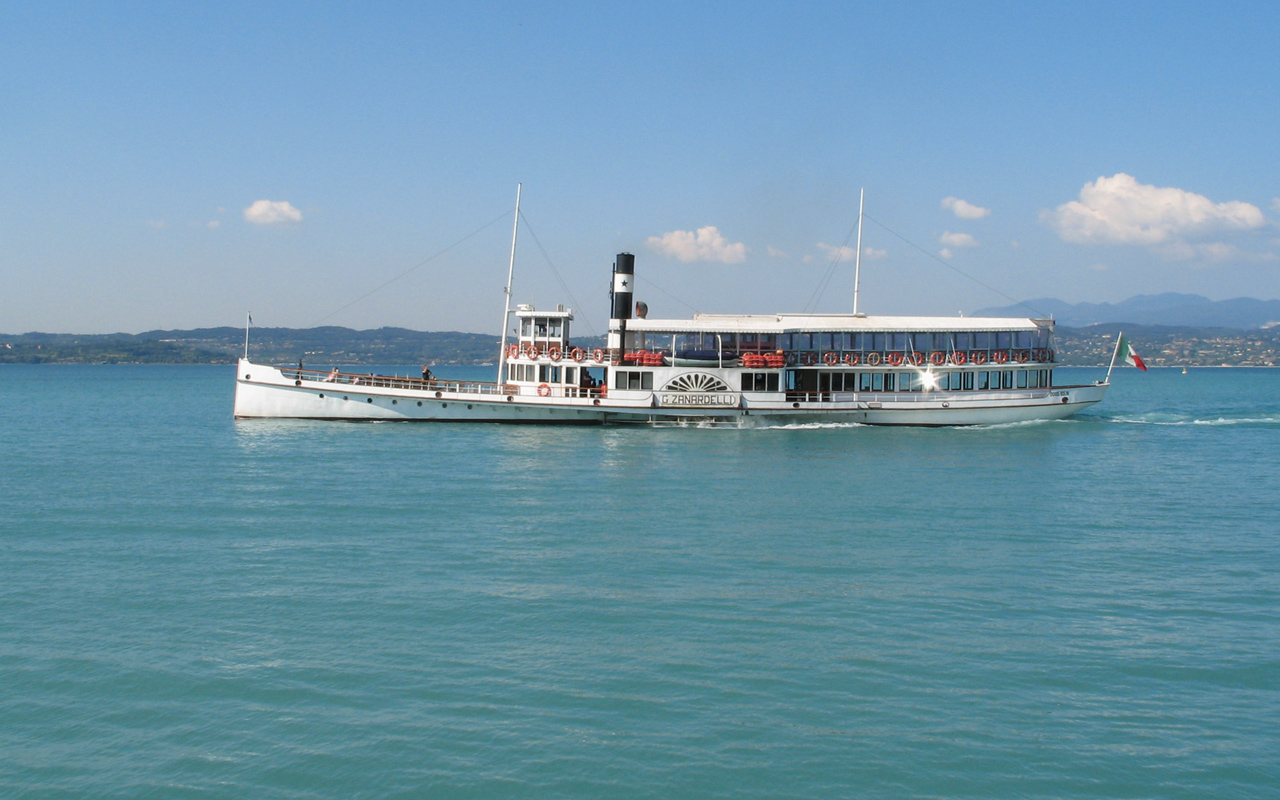
Il battello a ruota Zanardelli, ancora utilizzato per il trasporto passeggeri, malgrado l'abbandono della motrice a vapore.

- 1992 - mixata con Un nuovo amico di Riccardo Cocciante nell'album Sorelle Lumière.

La canzone è stata anche utilizzata nei video per pubblicizzare la Cedrata Tassoni.
La prima versione del video è girata sul lago di Garda a bordo del battello "Zanardelli".
 E poi... prima versione (1973) lunga, su YouTube. URL consultato il 26 gennaio 2018.
 E poi... prima versione (1973) breve, su YouTube. URL consultato il 26 gennaio 2018.
 E poi... seconda versione (1975), su YouTube. URL consultato il 26 gennaio 2018.

## Non tornare più
Pubblicata su singolo in Francia e Italia nel 1974 con titolo Les oiseaux reviennent e testo di Pierre Delanoë; nel 1998 è inserita sull'album Quand ma voix te touche destinato al solo mercato transalpino.
Nel 2011 compare nella raccolta internazionale su CD Je suis Mina.
Arrangiamento e direzione d'orchestra Dario Baldan Bembo

## Tracce
Lato A
1. E poi... – 4:47 (testo: Andrea Lo Vecchio – musica: Shel Shapiro; edizioni musicali PDU/Shesha)

Lato B
1. Non tornare più – 4:42 (testo: Franco Califano – musica: Dario Baldan Bembo; edizioni musicali PDU/Come il vento)

## Musicisti inE poi...
- Pino Presti - basso, Fender Rhodes, pianoforte, arrangiamento e direzione d'orchestra
- Shel Shapiro - chitarra acustica
- Andrea Sacchi - chitarra elettrica, chitarra acustica
- Fabio Treves - armonica
- Tullio De Piscopo - batteria, percussioni
- Renè Mantegna - congas, percussioni

Tecnico del suono in entrambi i brani Nuccio Rinaldis.